# Макаровська (Верховське сільське поселення)
Мака́ровська (рос. Макаровская) — присілок у складі Тарногського району Вологодської області, Росія. Входить до складу Верховського сільського поселення.

## Населення
Населення — 88 осіб (2010; 117 у 2002).
Національний склад (станом на 2002 рік):
- росіяни — 99 %